# Giải thưởng Nghệ thuật Baeksang
Giải thưởng Nghệ thuật Baeksang (tiếng Hàn: 백상예술대상; Romaja: Baeksang yesul daesang; Hán Nôm: Bách Tưởng nghệ thuật đại thưởng), hay Giải thưởng Nghệ thuật Paeksang, là một lễ trao giải ghi nhận những thành tựu xuất sắc trong lĩnh vực điện ảnh, truyền hình và sân khấu kịch tại Hàn Quốc. Lễ trao giải được khởi xướng vào năm 1965 bởi Chang Key-young, người đã sáng lập Hàn Quốc nhật báo và từng lấy bút danh là "Baeksang". Lễ trao giải có mục đích thúc đẩy sự phát triển văn hóa và nghệ thuật đại chúng Hàn Quốc cũng như cổ vũ tinh thần các nghệ sĩ, và được đánh giá là một trong những lễ trao giải danh giá nhất của ngành giải trí Hàn Quốc.
Giải thưởng Nghệ thuật Baeksang được tổ chức thường niên, thường vào quý hai, tại Seoul bởi Ilgan Sports và JTBC Plus, các công ty liên kết của JoongAng Ilbo. Baeksang là lễ trao giải duy nhất tại Hàn Quốc bao quát tất cả các lĩnh vực điện ảnh, truyền hình và sân khấu kịch.

## Hạng mục hiện tại

### Điện ảnh
- Daesang
- Phim điện ảnh xuất sắc nhất
- Đạo diễn xuất sắc nhất
- Đạo diễn mới xuất sắc nhất
- Kịch bản xuất sắc nhất
- Nam diễn viên chính xuất sắc nhất
- Nữ diễn viên chính xuất sắc nhất
- Nam diễn viên phụ xuất sắc nhất
- Nữ diễn viên phụ xuất sắc nhất
- Nam diễn viên mới xuất sắc nhất
- Nữ diễn viên mới xuất sắc nhất
- Giải kỹ thuật

### Truyền hình
- Daesang
- Phim truyền hình xuất sắc nhất
- Chương trình giải trí xuất sắc nhất
- Chương trình giáo dục xuất sắc nhất
- Đạo diễn xuất sắc nhất
- Kịch bản xuất sắc nhất
- Nam diễn viên chính xuất sắc nhất
- Nữ diễn viên chính xuất sắc nhất
- Nam diễn viên phụ xuất sắc nhất
- Nữ diễn viên phụ xuất sắc nhất
- Nam diễn viên mới xuất sắc nhất
- Nữ diễn viên mới xuất sắc nhất
- Nam nghệ sĩ tạp kỹ xuất sắc nhất
- Nữ nghệ sĩ tạp kỹ xuất sắc nhất
- Giải kỹ thuật

### Sân khấu kịch
- Kịch nói Baeksang
- Kịch ngắn xuất sắc nhất
- Nam diễn viên kịch xuất sắc nhất
- Nữ diễn viên kịch xuất sắc nhất

### Khác
- Nam diễn viên được yêu thích nhất
- Nữ diễn viên được yêu thích nhất

## Hạng mục trong quá khứ
- Nhạc phim xuất sắc nhất: 2014[8]
- Đạo diễn mới xuất sắc nhất – phim truyền hình: 1988–2011
- Nghệ sĩ tạp kỹ mới xuất sắc nhất
- Nghệ sĩ tạp kỹ được yêu thích nhất

## Giải thưởng đặc biệt
| Giải thưởng thời trang InStyle | Giải thưởng thời trang InStyle | Giải thưởng thời trang InStyle |
| #                              | Năm                            | Người nhận                     |
| ------------------------------ | ------------------------------ | ------------------------------ |
| 46                             | 2010                           | Son Ye-jin                     |
| 47                             | 2011                           | Lee Min-jung                   |
| 50                             | 2014                           | Jun Ji-hyun                    |
| 50                             | 2014                           | Kim Hee-ae                     |
| 50                             | 2014                           | Im Si-wan                      |
| 51                             | 2015                           | Lee Jung-jae                   |
| 51                             | 2015                           | Shin Min-a                     |
| 52                             | 2016                           | Park Bo-gum                    |
| 52                             | 2016                           | Bae Suzy                       |
| 53                             | 2017                           | Kim Ha-neul                    |

| Giải thưởng ngôi sao quốc tế iQIYI | Giải thưởng ngôi sao quốc tế iQIYI | Giải thưởng ngôi sao quốc tế iQIYI |
| #                                  | Năm                                | Người nhận                         |
| ---------------------------------- | ---------------------------------- | ---------------------------------- |
| 51                                 | 2015                               | Lee Min-ho                         |
| 51                                 | 2015                               | Park Shin-hye                      |
| 52                                 | 2016                               | Song Joong-ki                      |
| 52                                 | 2016                               | Song Hye-kyo                       |

| Giải thưởng biểu tượng Bazaar | Giải thưởng biểu tượng Bazaar | Giải thưởng biểu tượng Bazaar |
| #                             | Năm                           | Người nhận                    |
| ----------------------------- | ----------------------------- | ----------------------------- |
| 54                            | 2018                          | Nana                          |
| 55                            | 2019                          | Kim Hye-soo                   |
| 56                            | 2020                          | Seo Ji-hye                    |

| Giải thưởng đóng góp xã hội | Giải thưởng đóng góp xã hội | Giải thưởng đóng góp xã hội |
| #                           | Năm                         | Người nhận                  |
| --------------------------- | --------------------------- | --------------------------- |
| 49                          | 2013                        | Ahn Sung-ki                 |

| Giải thưởng thành tựu trọn đời | Giải thưởng thành tựu trọn đời | Giải thưởng thành tựu trọn đời |
| #                              | Năm                            | Người nhận                     |
| ------------------------------ | ------------------------------ | ------------------------------ |
| 34                             | 1998                           | Jeon Taek-yi                   |
| 39                             | 2003                           | Lee Tae-won                    |
| 44                             | 2008                           | Song Hae                       |
| 45                             | 2009                           | Lee Soon-jae                   |
| 46                             | 2010                           | Bae Sam-ryong                  |
| 47                             | 2011                           | Shin Sung-il                   |
| 53                             | 2017                           | Kim Young-ae                   |